# ميناس أنتونيو
ميناس أنتونيو (22 فبراير 1994 بليماسول في قبرص - ) هو لاعب كرة قدم قبرصي في مركز مهاجم ‏. شارك مع منتخب قبرص تحت 19 سنة لكرة القدم ومنتخب قبرص تحت 21 سنة لكرة القدم. أما مع النوادي، فقد لعب مع أريس ليماسول وأيل ليماسول وAEZ Zakakiou ‏ وNikos & Sokratis Erimis ‏.

## وصلات خارجية
- ميناس أنتونيو على موقع الاتحاد الدولي (مؤرشف)  (الإنجليزية)
- ميناس أنتونيو على موقع الاتحاد الأوربي (الإنجليزية)
- ميناس أنتونيو على موقع قاعدة بيانات كرة القدم.إي يو (الإنجليزية)
- ميناس أنتونيو على موقع ناشيونال فوتبول تيمز (الإنجليزية)
- ميناس أنتونيو على موقع Soccerway.com (الإنجليزية)